# Judita Simonavičiūtė
Judita Simonavičiūtė (* 4. Januar 1956 in Klaipėda) ist eine litauische liberale Politikerin, ehemalige Vizebürgermeisterin der Stadtgemeinde Klaipėda.

## Leben
Nach dem Abitur 1974 an der 12. Mittelschule Klaipėda (jetzt "Žemynos"-Gymnasium) absolvierte Simonavičiūtė 1980 das Diplomstudium der Mechanik an der Fakultät Klaipėda am Kauno politechnikos institutas und wurde Ingenieurin.
1974 war sie Technikerin am Observatorium Klaipėda, 1980 Ingenieurin im Fischer-Kolchos „Baltija“, 1998 Direktorin von UAB „Klaipėdos plienas“ und 2002 von UAB „Peninox Baltika“, von 2004 bis 2007 Direktorin der Stadtverwaltung Klaipėda. Ab 2007 war sie Stellvertreterin von Vytautas Grubliauskas, des Bürgermeisters von Klaipėda.
Ab 1995 war Simonavičiūtė Mitglied von Lietuvos liberalų sąjunga, ab 2003 Liberalų ir centro sąjunga. Jetzt ist sie Mitglied von LRLS.